# Gravhund
En gravhund (Canis lupus familiaris) er en lavstammet hunderace avlet med henblik på jagt i andre dyrs grave (f.eks. grævling og ræv).På jagt i Danmark bruges den både som gravsøgende hund og som støver.
Gravhund er en af de mest populære hunderacer. Blandt andet har det danske kongehus i en længere årrække haft gravhunde.
På tysk og engelsk hedder gravhund 'dachshund' (=grævlingehund). Gravhunde blev avlet bl.a. med det formål at få små, hurtige jagthunde, som kunne bevæge sig ned i huller og tunneler.
I dag er hunden dog i lige så høj grad en familie- og selskabshund.
Dens levetid er 12-16 år.

## Typer
Hovedtyperne er
- Korthåret
- Langhåret
- Ruhåret

De opdeles desuden i
- miniature (op til 30 cm i brystomfang, vejer nogle få kg)
- dværg (mellem 30 og 35 cm i brystomfang og vejer 4 – 5 kg)
- standard (over 35 cm i brystomfang og vejer omkring 9 kg)

samt farve og aftegninger.